# ابقة (تايباد)
ابقة (بالفارسية:روستای ابقه) هي إحدى القری التابعة لـ ريف كرات في قسم مركزي من مقاطعة تايباد، في محافظة خراسان رضوي الإيرانية.

## السكان
- حسب إحصاءات سنة 2006، بلغ إجمالي السكان في هاذهي القرية الإيرانية 2029 نسمة وعدد المساكن 391 مسكن.[2]

## وصلات خارجية
- إدارة مقاطعة تايباد
- بلدية تايباد
- إدارة تعليم تايباد